# Eva Ärlemalm-Hagsér
Eva Ärlemalm-Hagsér, född 10 februari 1958 i Vänersborg, är professor i pedagogik med inriktning förskolepedagogik vid Mälardalens universitet, akademin för utbildning, kultur och kommunikation, avdelningen för förskolepedagogik.

## Biografi
Ärlemalm-Hagsér är pionjär inom forskning för hållbarhet i förskolan. I över 20 år arbetade hon som förskollärare bland annat i Järfälla kommun. Redan på 90-talet märkte hon bristen av forskning inom fältet för hållbarhet i förskolan och detta skapade en vilja att själv börja forska på ämnet. 2004 började hon arbeta vid Mälardalens universitet och anställdes 2007 som adjunkt på förskollärarutbildningen. År 2008 blev Ärlemalm-Hagsér antagen till Sveriges första forskarskola för förskollärare och disputerade 2013 vid Göteborgs universitet med avhandlingen vid namn Engagerade i världens bästa? : lärande för hållbarhet i förskolan.  Den 7 oktober 2022 installerades hon som professor vid Akademisk högtid på Mälardalens universitet och är även bedömd som excellent högskolelärare. 
Ärlemalm-Hagsér är sen många år aktiv styrelsemedlem i organisationen Svenska OMEP som är en nationell avdelning av den internationella organisationen Organisation Mondiale pour l´Éducation Préscolaire, OMEP. Där hon haft roll som ordförande och ordinarieledamot.
Den röda tråden i hennes forskning och engagemang handlar om att utveckla och bidra med ny kunskap inom området för hållbar utveckling inom förskolan nationellt och internationellt. Hon har bland annat skrivit ett flertal böcker på ämnet. Se bibliografi i urval.